# Heidi (série télévisée, 1978)
Pour les articles homonymes, voir Heidi.
Heidi est une série télévisée germano-suisse en 26 épisodes de 26 minutes réalisée par Tony Flaadt d'après le roman du même nom de Johanna Spyri, et diffusée du 13 septembre 1978 au 17 décembre 1978 sur la chaîne suisse SF DRS et à partir de janvier 1979 sur la chaîne allemande ZDF.
En France, la série a été découpée en treize épisodes de 52 minutes et diffusée à partir du 17 décembre 1978, le dimanche en après-midi sur Antenne 2, et a été rediffusée en 1982 et 1984 sur Antenne 2 dans l'émission Récré A2.

## Genèse
Heidi est d'abord un roman à très grand succès écrit par la suisse alémanique Johanna Spyri en 1880. Le prénom Heidi n'existait pas avant que le roman paraisse. Il s'agit d'une invention de l'auteure qui explique son étymologie par la contraction du prénom Adélaïde (en allemand : Adelheid).

## Synopsis
La petite orpheline Heidi a été confiée à sa tante Odette, mais la tante doit laisser l'enfant chez le grand-père de celle-ci, un homme qui vit seul dans la haute montagne suisse. Le grand-père semble revêche et hostile, mais grâce à sa gentillesse, Heidi réussit à se faire aimer de lui ainsi que de Peter, le jeune chevrier. Mais les gens du village ne veulent pas que Heidi devienne une sauvageonne sans instruction. Contre l'avis du grand-père, Odette décide d'envoyer la fillette dans la grande ville de Francfort, dans une famille de riches allemands, les Sesemann, pour y être la compagne de jeux de Clara, la fille unique de la maison. Clara, clouée dans un fauteuil roulant et ne pouvant marcher, se prend très vite d'affection pour Heidi qu'elle apprécie pour sa fraîcheur et sa simplicité. Mais Heidi se languit tant de sa chère montagne, de ses chèvres et de son grand-père, qu'elle finit par tomber malade. Le médecin lui prescrit de retourner dans les alpages. De retour dans la montagne, Heidi guérit très vite. Elle reçoit bientôt la visite des Sesemann, et il est décidé que Clara passera les vacances avec Heidi. Grâce au bon air et aux soins prodigués par Heidi et son grand-père, Clara réussit bientôt à marcher, pour le plus grand bonheur de tous.

## Fiche technique
- Titre original : Heidi
- Titre français : Heidi
- Réalisateur : Tony Flaadt
- Scénaristes : Irene Rodrian, Helmut Kissel, Uta Geiger-Berlet
- Production : John Sevastopulo, Stefan Zürcher
- Sociétés de production : Intertel Television GmbH, Werbung im Rundfunk GmbH, Schweizerische Radio- und Fernsehgesellschaft (SRG), Telvétia
- Société de Distribution : LCJ Éditions et Productions
- Musique : Siegfried Franz (compositeur) 
  - Générique allemand : chanson Aus Den Bergen interprété par : interprète inconnu
  - Générique suisse romand : Jean-Luc Morel (paroles), Marie-France et les Petits chanteurs d'Ursy (interprètes)
  - Générique français : Jean-Luc Morel (paroles), Alexandra (interprète)
- Pays d'origine : Allemagne de l'Ouest, Suisse
- Langue : allemand
- Nombre d'épisodes : 26
- Durée : 26 minutes (1 saison)
- Dates de première diffusion : Suisse : 13 septembre 1978 , Allemagne de l'Ouest : 1979, France : 1978

## Distribution
- Katia Polletin : Heidi (VF: Séverine Zeigler)
- René Deltgen : le grand-père de Heidi (VF: Raymond Meunier)
- Rosalind Speirs : Odette, tante d'Heidi
- Stefan Arpagaus : Peter, le jeune chevrier (VF: Alexandre Sterling)
- Lisa Helwig : la grand-mère de Peter (VF: Jacqueline Moresco)
- Gaby Fehling : la mère de peter (VF: Tamila Mesbah)
- Katharina Böhm : Clara Sesemann (VF: Sophie Maire)
- Joachim Hansen : Monsieur Sesemann, père de Clara (VF: Yves Barsacq)
- Brigitte Horney : grand-Mère Sesemann (VF: Gisèle Preville)
- Sonja Sutter : Mademoiselle Rottenmeier, la gouvernante des Sesemann (VF: Joelle Janin)
- Henry van Lyck : Sebastian, le majordome des Sesemann (VF: Benoist Brione)
- Klaus Dittmann : Johan, le cocher des Sesemann (VF: Henri Poirier)
- Muriel Villiers : Toinette, femme de chambre des Sesemann
- Herbert Tiede : le docteur Classen
- Barbara M. Ahren : Barbel (VF: Dominique MacAvoy)
- Lucien Barjon : le pasteur
- version française réalisé aux studios Alain Gedovius
- source de la version française par le site planète jeunesse

## Autres adaptations au cinéma et à la télévision
(liste non exhaustive)
- 1920 : Heidi, film muet américain de Frederick A. Thomson ;
- 1937 : Heidi, film américain d'Allan Dwan avec Shirley Temple (Heidi) ;
- 1952 : Heidi, film suisse de Luigi Comencini avec Elsbeth Sigmund (Heidi) ;
- 1955 : Heidi et Pierre, film suisse de Franz Schnyder avec Elsbeth Sigmund (Heidi), en Technicolor (avec les mêmes acteurs que Commenci) ;
- 1965 : Heidi, film germano-autrichien de Werner Jacobs ;
- 1968 : Heidi, téléfilm germano-américain de Delbert Mann avec Jennifer Edwards (Heidi) ;
- 1974 : Heidi, série télévisée d'animation japonaise d'Isao Takahata ;
- 1978 : Heidi, série télévisée allemande en 26 épisodes avec Katia Polletin (Heidi), Stefan Arpagaus (Peter), Katharina Böhm (Clara) ;
- 1993 : Heidi, téléfilm américain de Michael Ray Rhodes ;
- 2001 : Heidi, film suisse de Markus Imboden ;
- 2005 : Heidi, film britannique de Paul Marcus ;
- 2007 : Heidi, série télévisée de Pierre-Antoine Hiroz et Anne Deluz ;
- 2015 : Heidi, film suisse d'Alain Gsponer, avec Anuk Steffen et Bruno Ganz.

## Commentaires
« La montagne est tellement jolie quand on grandit auprès d'elle, Heidi en a fait son amie, mais loin d'elle, elle s'ennuie... »
La chanson bucolique du générique du feuilleton, ainsi que le jeu naturel et attachant des acteurs Katia Polletin et Stefan Arpagaus qui incarnaient respectivement Heidi et Peter, est restée dans la mémoire des téléspectateurs jeunes et moins jeunes.

## Produits dérivés de la série

### DVD
- Heidi, l'intégrale en coffret de 12 DVD - Éditions L.C.J. ; Ref : MP-4E0FFM3708624 ; 2007.

### Disques45 tours
- Suisse : "Heidi, Bande originale du feuilleton T.V. interprété par Marie-France et les Petits chanteurs d'Ursy" - Label : M Records Mauley Music - Genève ; Référence: 990122, 1978.
- Allemagne : Heidi, Original Band Der Fernseh Serie - Éditeur : Musidisc ; 1978.
- France : "Heidi, Bande originale du feuilleton T.V. interprété par Alexandra" - Label : Saban Records - Polydor ; Référence: 2097 176 ; 1982.

### BD, album
- Album Panini (1979)
- une série de six fascicules résumant plusieurs épisodes dans un fascicule, de couleurs différentes 2 vert foncé, 1 brun/rouge, 1 orange, 1 vert clair, 1 bleu turquoise édités par télé guide à raison d'un toutes les deux semaines pendant la période de diffusion de la série.